# Opicapon
Opicapon ist ein Arzneistoff aus der Gruppe der COMT-Inhibitoren, der in der Zusatztherapie des Morbus Parkinson eingesetzt wird. Die europäische Zulassung erfolgte im Jahr 2016.

## Eigenschaften
Opicapon ist ein nicht hygroskopisches gelbes Pulver mit schlechten Fließeigenschaften. Es ist in wässrigen Lösungen bei niedrigen pH-Werten unlöslich und bei höheren pH-Werten sehr schwer löslich. Opicapon kann in verschiedenen polymorphen Formen auftreten, welche sich in Kristallinität, Kristallwassergehalt und Solvatisierungsvermögen unterscheiden.

## Klinische Angaben

### Anwendungsgebiete
Opicapon ist als adjuvante Therapie (Zusatzbehandlung) bei Erwachsenen mit Morbus Parkinson zugelassen, die sogenannte „Off-Episoden“ erleiden und deren Symptome durch die Kombinationstherapie aus Levodopa und einem DOPA-Decarboxylasehemmer nicht stabilisiert werden können.

### Art und Dauer der Anwendung
Die vom Arzt empfohlene Dosis wird einmal täglich als Hartkapsel peroral eingenommen. Bei schweren Leberfunktionsstörungen wird die Dosis durch den Arzt in der Regel reduziert.

### Gegenanzeigen
Gegenanzeigen sind die gleichzeitige Anwendung von nicht-selektiven Monoaminoxidase-Hemmern oder bei Phäochromozytom, Paragangliom oder anderen katecholaminsezernierenden Neoplasien in der Vorgeschichte.

### Besondere Patientengruppen
Es liegen keine ausreichenden Daten über das Risiko bei der Anwendung durch schwangere oder stillende Frauen vor. Bei Tierversuchen ging Opicapon in die Muttermilch über.
Sicherheit und Wirksamkeit bei pädiatrischen Patienten wurden nicht untersucht. Bei älteren Patienten und Patienten mit eingeschränkter Nierenfunktion ist keine Dosisanpassung erforderlich.
Bei eingeschränkter Leberfunktion könnten Dosisanpassungen unter bestimmten Umständen durch den behandelnden Arzt in Betracht gezogen werden.

### Unerwünschte Wirkungen
Die am häufigsten berichteten Nebenwirkungen waren Erkrankungen des Nervensystems. Dyskinesie war die am häufigsten berichtete unter der Behandlung aufgetretene unerwünschte Wirkung (17,7 %).

## Pharmakologische Eigenschaften
Opicapon ist ein peripherer, selektiver und reversibler Catechol-O-Methyltransferase (COMT)-Hemmer mit hoher Bindungsaffinität (sub-picomolarer Bereich), welche zu einer geringen Komplex-Dissoziationsratenkonstanten und langen Wirkdauer (> 24 Stunden) in vivo führt. In Gegenwart eines DOPA-Decarboxylasehemmers (DDCI) wird die COMT für Levodopa zum wichtigsten metabolisierenden Enzym, das dessen Umwandlung in 3-O-Methyldopa im Gehirn und in der Peripherie katalysiert. Bei Patienten, die Levodopa und einen peripheren DDCI wie Carbidopa oder Benserazid einnehmen, erhöht Opicapon die Levodopa-Plasmaspiegel und verbessert dadurch das klinische Ansprechen auf Levodopa.

### Toxikologie
Es liegen keine Daten zur LD50 von Opicapon vor. Es gibt kein bekanntes Gegenmittel für eine Überdosierung. Bei Überdosierung kann die Entfernung des Arzneimittels durch Magenspülung und/oder Inaktivierung durch Verabreichung von Aktivkohle erwogen werden.

## Handelsnamen
Ongentys (USA, EU, CH)